# Stanisław Król (porucznik)
Stanisław Zygmunt "Danny" Król (ur. 22 marca 1916 w Zagorzycach, zm. 12 kwietnia 1944 we Wrocławiu) – porucznik pilot Polskich Sił Powietrznych w Wielkiej Brytanii, zestrzelony nad okupowaną Francją, osadzony w obozie jenieckim Stalag Luft III w Żaganiu, skąd trzykrotnie uciekał, m. in. w ramach tzw. „wielkiej ucieczki” alianckich lotników, schwytany i zamordowany przez Gestapo.

## Życiorys

### Dzieciństwo i młodość
Urodził się w Zagorzycach koło Kielc. 21 września 1937 roku wstąpił do 3. Korpusu Kadetów w Chełmie, gdzie uzyskał maturę. Podstawowe szkolenie wojskowe ukończył w 4. pp w Kielcach i w styczniu następnego roku rozpoczął szkolenie lotnicze na pilota myśliwca w Centrum Wyszkolenia Lotnictwa w Dęblinie.

### Służba wojskowa
1 września 1939 roku został mianowany podporucznikiem. Razem z resztą podchorążych ewakuowany na wschód, 17 września przekroczył z nimi granicę rumuńską. 
Po ucieczce z obozu internowania przez port Bałczik dostał się do Bejrutu na pokładzie statku „Aghios Nikolaos”. Stamtąd francuskim statkiem „Ville de Strasbourg” dotarł do Marsylii we Francji, gdzie wstąpił do Polskich Sił Powietrznych. Trenował w Lyonie na samolotach Morane-Saulnier.

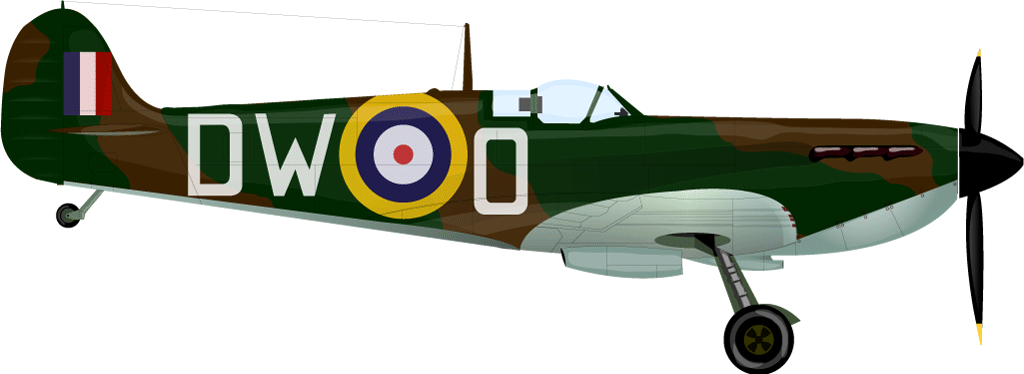
Supermarine Spitfire Mark V

Wobec podpisania przez Francję rozejmu z Niemcami poleciał do Bordeaux i 23 czerwca 1940 na pokładzie statku „President Del Piaz” odpłynął do Oranu, skąd brytyjskim okrętem dostał się do Wlk. Brytanii.
Na Wyspach w ramach Polskich Sił Powietrznych został przeniesiony do dywizjonu 57 a potem 7 celem odbycia przeszkolenia na pilota Supermarine Spitfire. 6 maja 1941 został przeniesiony do No. 74 Squadron RAF w Gravesend w hrabstwie Kent jako pilot myśliwców eskortujących misje bombowe nad Kanałem La Manche i okupowaną Francją

### W niewoli
Po południu 2 lipca 1941, Stanisław Król w czasie swej jedenastej misji lecąc Supermarine Spitfire Mk. V (numer "W3263") został zestrzelony przez Me 109 w rejonie Saint-Omer. Udało mu się wydostać z samolotu i opaść na spadochronie. Został jednak schwytany i uwięziony jako jeniec wojenny nr 1392.

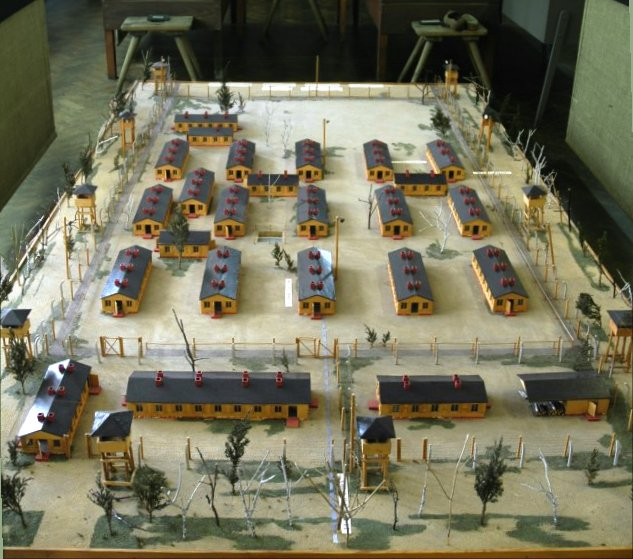
Model Stalagu Luft III

Przeszedł przez 2 oflagi, m. in. Oflag VI B Dössel w Warburgu, zanim Niemcy zaostrzyli traktowanie uciekinierów i rozpoczęto wysyłanie ich do mocno strzeżonego obozu Stalag Luft III koło Żagania, na Dolnym Śląsku. Znalazł się w jednej z pierwszych grup przetransportowanych tam wiosną 1942. Już na miejscu razem ze swoim przyjacielem, brytyjskim porucznikiem pilotem Sydneyem Dowse, jeszcze w 1942 próbowali ucieczki przecinając druty. Zostali jednak schwytani i odstawieni do obozu. W marcu 1943 podjęli kolejną nieudaną próbę ucieczki — tym razem tunelem.
Od maja 1943 wtajemniczony był w plan zbiorowej ucieczki Rogera Bushella. Z racji swego wkładu i zaangażowania w pracę w tunelu, awansował do początkowej grupy mającej uciekać tunelem.

### Wielka ucieczka
Zbiorowa ucieczka, do której doszło nocą  24–25 marca 1944, znana jest obecnie jako „Wielka ucieczka”. 
Jako członek pierwszej grupy opuszczającej tunel miał razem z innymi dostać się do pociągu na miejscowej stacji. Jednak Dowse był spóźniony, a na samej stacji ogłoszono alarm przeciwlotniczy, co skłoniło ich do zmiany planów, które początkowo zakładały podróż koleją do Berlina, gdzie mieli szukać schronienia u znajomych Dowse'a przed dalszą podróżą do Gdyni i Szwecji. Zdecydowali się maszerować na wschód w kierunku Wielkopolski, udając słowiańskiego i duńskiego robotnika przymusowego. 
Udawało im się unikać schwytania dłużej niż pozostałym uciekinierom, poruszając się przez 12 dni w śniegu wzdłuż linii kolejowych na wschód przez Legnicę i Wrocław, gdzie przekroczyli Odrę i skierowali się w stronę Oleśnicy. 6 kwietnia 1944 — po wydaniu za nimi listu gończego z fotografiami — zostali pojmani przez członków Hitlerjugend i Landwachtu w stodole zaledwie 2 km od dawnej polskiej granicy. 

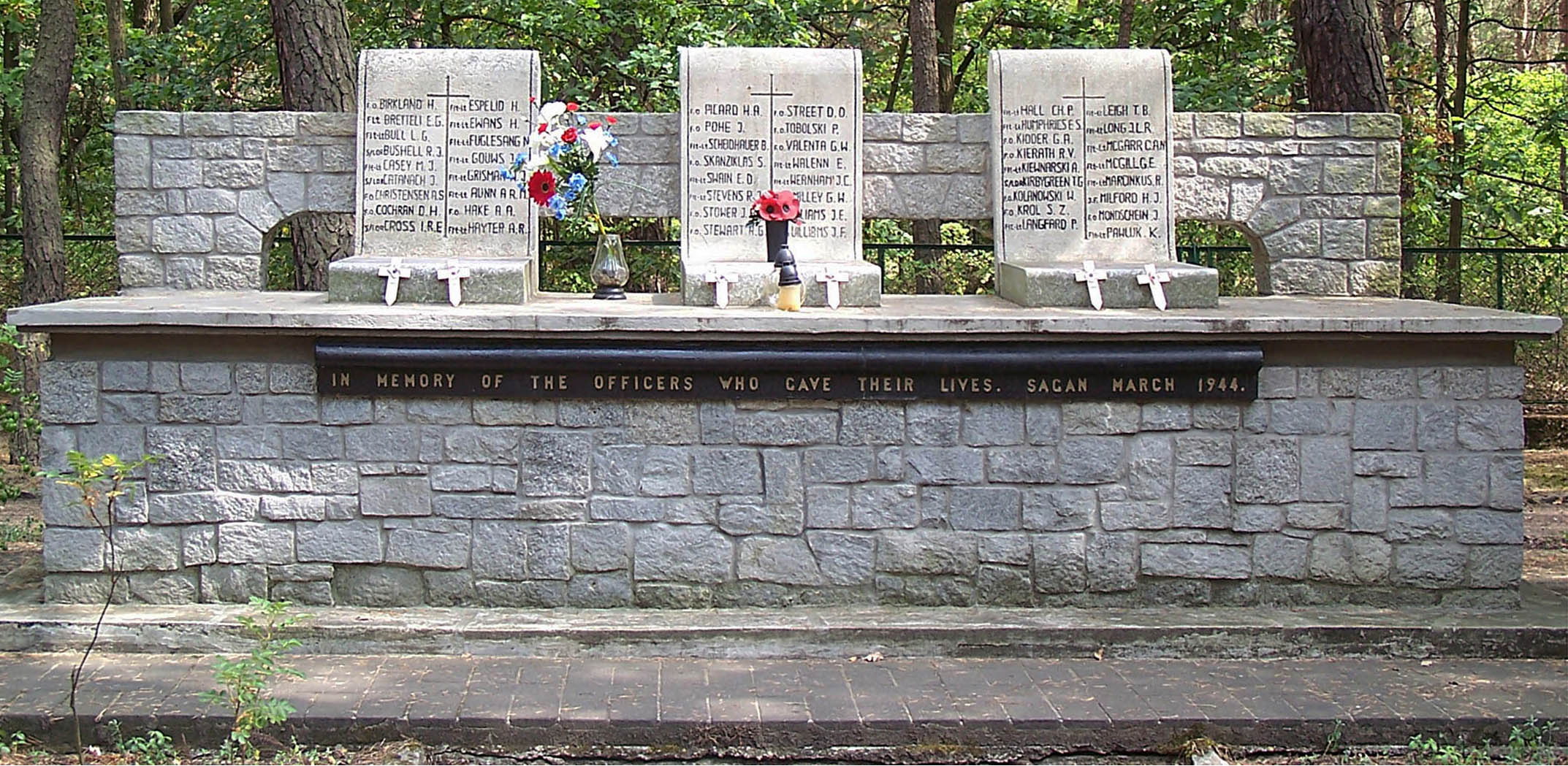
Pomnik 50 zamordowanych uciekinierów koło Żagania (Król w pierwszej kolumnie prawej tablicy)

Przeniesiono ich do więzienia w Oleśnicy, gdzie 11 kwietnia byli przesłuchiwani przez agentów Gestapo z Wrocławia. Dowse usłyszał w ich trakcie, że zostanie wysłany do Berlina na dalsze przesłuchania, zaś Król wróci do oflagu w Żaganiu. Dowse przez Berlin trafił jednak do obozu koncentracyjnego w Sachsenhausen. Król po raz ostatni był widziany żywy 12 kwietnia 1944. Jego urnę przywieziono do Żagania z informacją, że został zastrzelony w trakcie próby ucieczki. Została złożona do grobu przez współwięźniów 4 grudnia 1944.
Jego nazwisko znajduje się na liście 50 uciekinierów przeznaczonych do egzekucji przez SS-Gruppenführera Arthura Nebe Został skremowany we Wrocławiu. 
Po wojnie, w 1948, prochy Króla i innych pomordowanych ekshumowano i ponownie pochowano na Cmentarzu Wspólnoty Brytyjskiej na Cytadeli w Poznaniu, gdzie jego grób nosi rangę kapitańską. Jest także upamiętniony na pomniku polskich lotników Polish War Memorial w Northolt.
Z niewiadomych powodów pierwotnie nie został umieszczony na liście zamordowanych opublikowanej w wyspiarskich czasopismach 20 maja 1944.

## Odznaczenia
Pośmiertnie został odznaczony Krzyżem Walecznych oraz dwukrotnie Medalem Lotniczym. Za swoją odwagę jako jeniec wymieniany w ramach Mentioned in Despatches. Przyznanej odznaki za udany skok na spadochronie z uszkodzonego samolotu, tzw. Caterpillar Club nigdy nie zdołał odebrać. Jego odznaka została w 2020 roku sprzeda na aukcji w Wlk. Brytanii za cenę 4 700 funtów.